# Magnieu
Magnieu ist eine französische Gemeinde mit 651 Einwohnern (Stand: 1. Januar 2022) im Département Ain in der Region Auvergne-Rhône-Alpes. Sie gehört zum Kanton Belley im Arrondissement Belley. Die Bewohner nennen sich Magnolans.

## Lage
Die Gemeinde Magnieuk liegt in der Berglandschaft Bugey, unmittelbar nordöstlich von Belley – großräumiger gesehen auf halbem Weg zwischen Lyon und Genf. Im Süden der Gemeinde verläuft der Rhône-Umleitungskanal (Canal de Dérivation du Rhône), der die Schlucht von La Balme (französisch: Gorges de la Balme oder Défilé de Pierre-Châtel) umgeht und der Erzeugung von Wasserkraft-Strom dient. Im Nordosten hat die Gemeinde Anteile an den Verlandungszonen der Seen  Lac de Barterand und Lac de Cressieu. Die östliche Gemeindegrenze verläuft auf dem felsigen Kamm der Montagne de Chamoise, wo mit (554 m) der höchste Punkt in Magnieu erreicht wird. Umgeben wird Magnieu von den Nachbargemeinden Marignieu im Norden, Massignieu-de-Rives im Osten, Parves-et-Nattages im Südosten, Belley im Südwesten und Chazey-Bons im Nordwesten.

## Geschichte
Die Gemeinde Magnieu entstand mit Wirkung vom 1. Januar 2019 durch die Zusammenlegung der ehemaligen Gemeinden Magnieu und Saint-Champ zu einer namensgleichen Commune nouvelle. Die früheren Gemeinden haben in der neuen Gemeinde den Status einer Commune déléguée. Der Verwaltungssitz befindet sich im Ort Magnieu.

### Bevölkerungsentwicklung
| Jahr                       | 1962 | 1968 | 1975 | 1982 | 1990 | 1999 | 2010 | 2021 |
| Einwohner                  | 242  | 270  | 268  | 286  | 290  | 291  | 419  | 655  |
| Quellen: Cassini und INSEE |      |      |      |      |      |      |      |      |

## Sehenswürdigkeiten
- Kirche Saint-Pierre im Ortsteil Magnieu
- Kirche Notre-Dame im Ortsteil Billieu
- Kirche Saint-Martin im Ortsteil Saint-Champ
- Kirche Saint-Maurice im Ortsteil Chatonod
- Schalenstein von Magnieu in Belley, Monument historique

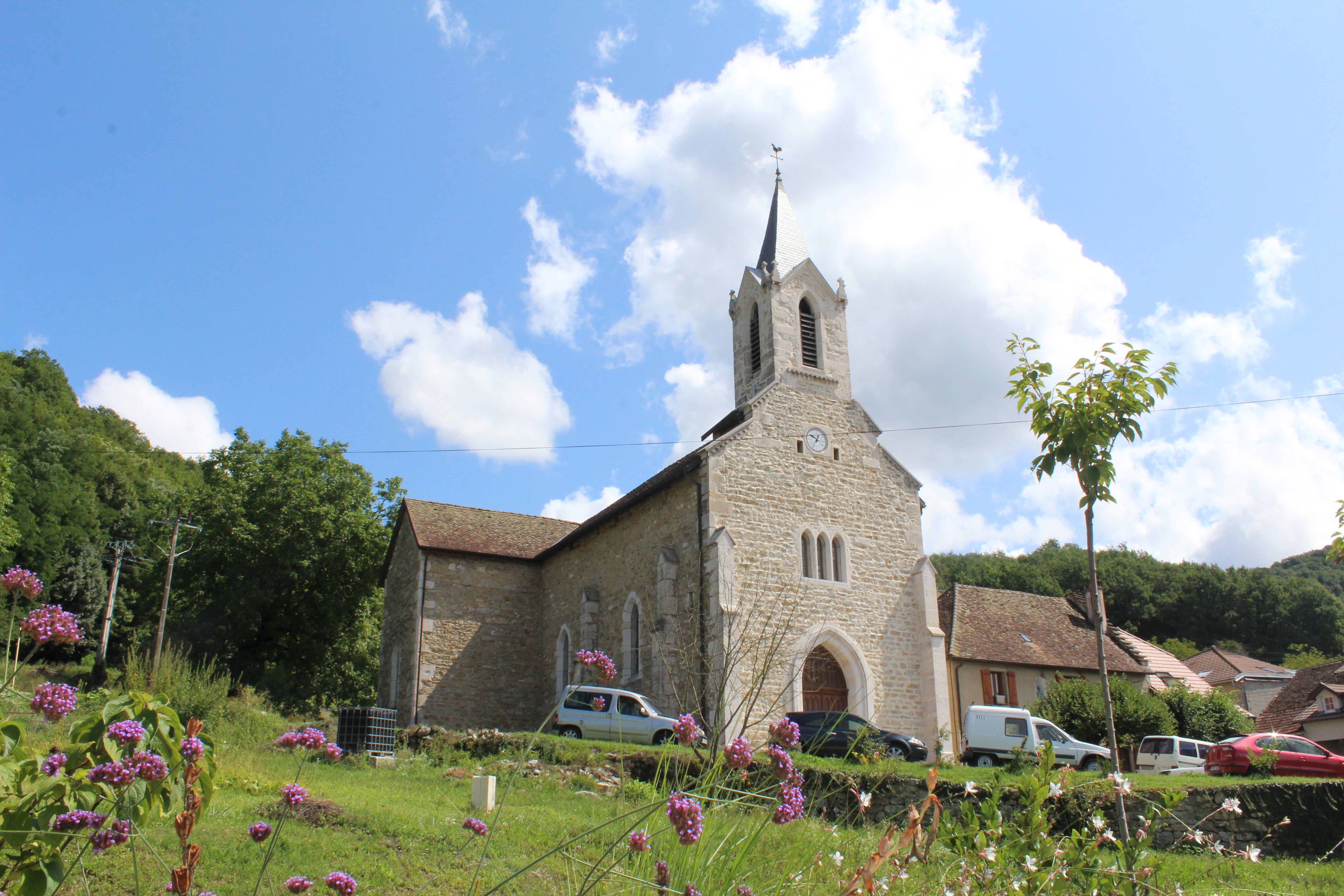
Kirche Saint-Pierre
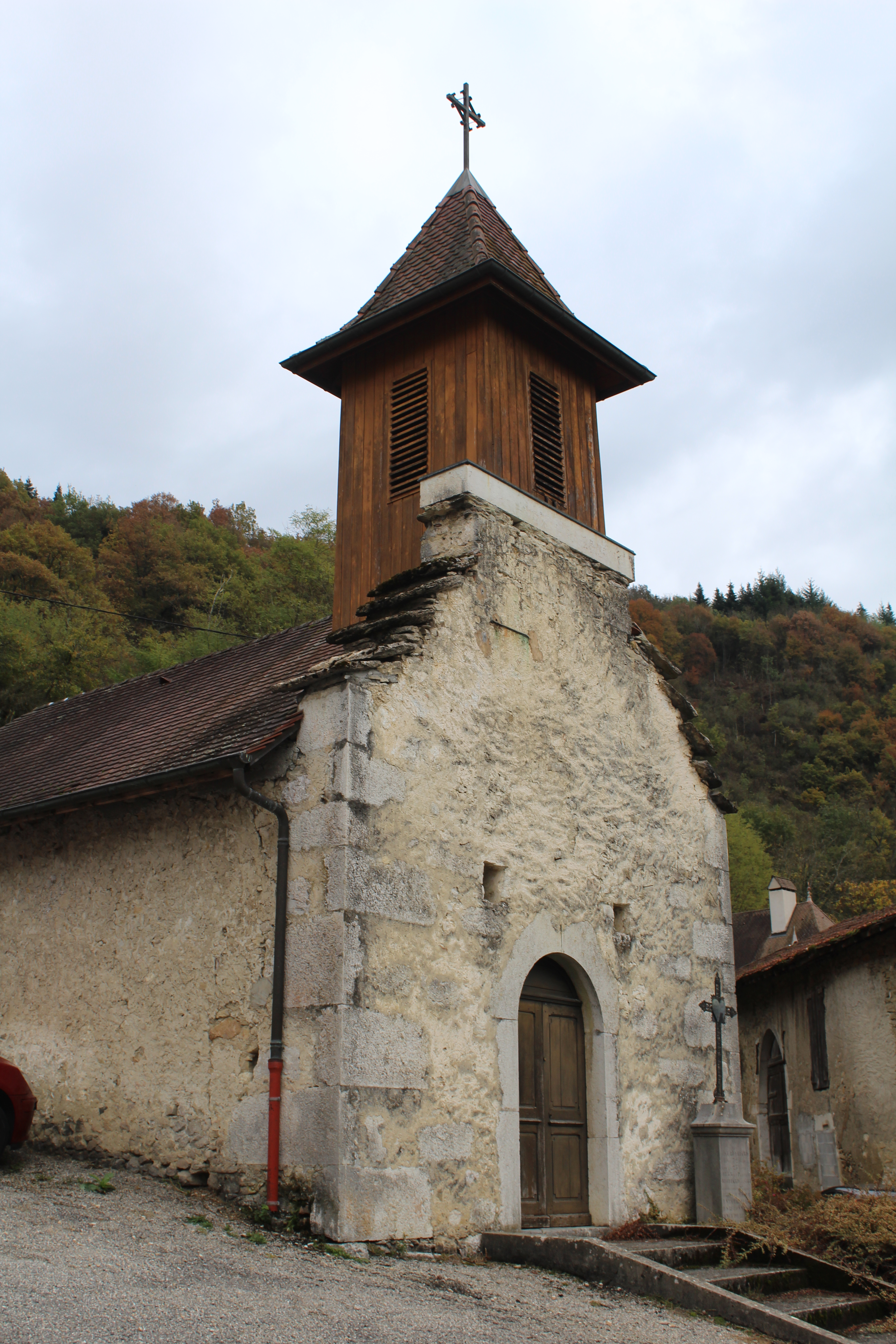
Kirche Notre-Dame
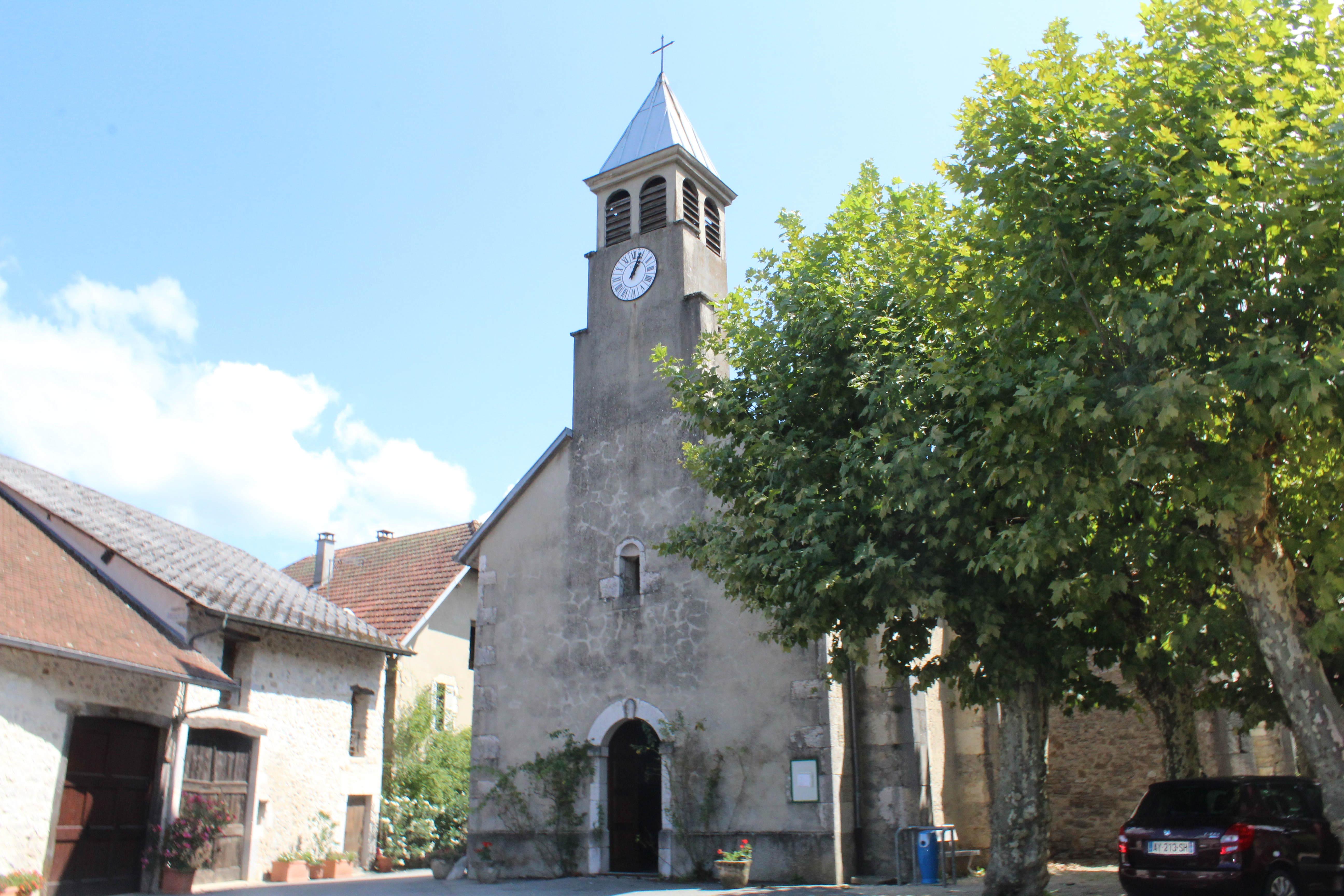
Kirche Saint-Martin
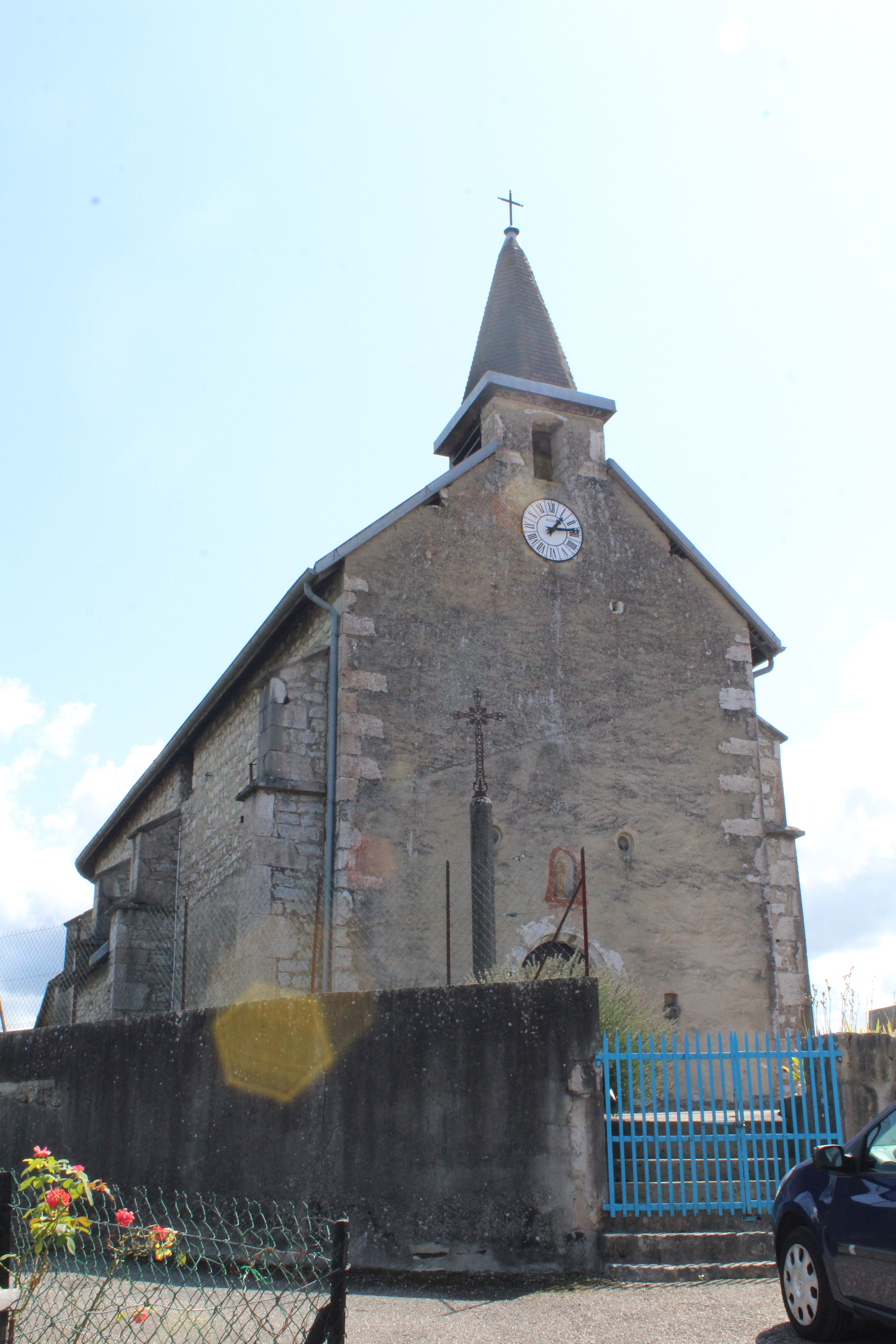
Kirche Saint-Maurice
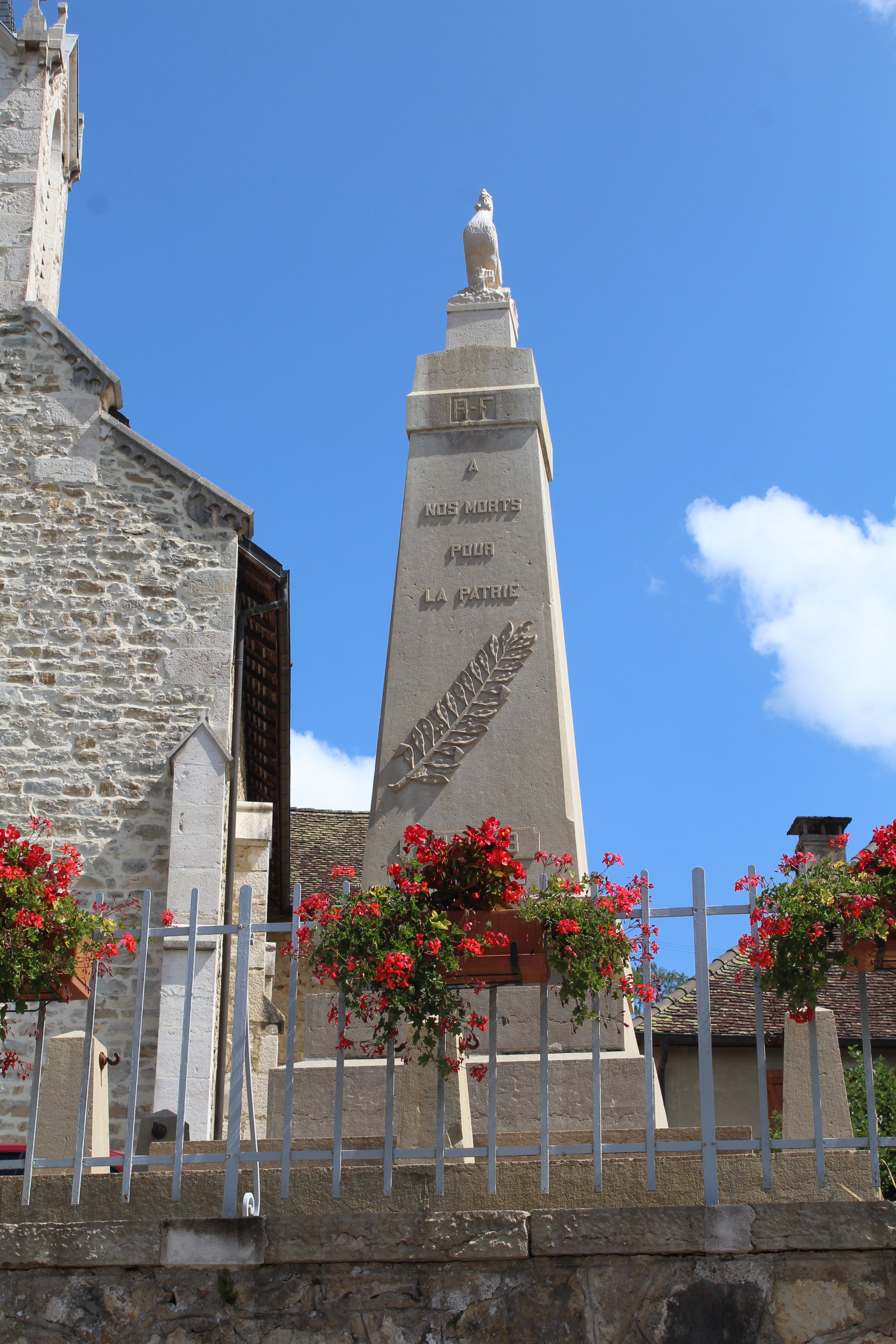
Gefallenendenkmal